# Avenida Santiago de Cuba
La Avenida Santiago de Cuba o SC-11 es una autovía urbana por el sur de Santiago de Compostela comunicado entre el centro y el sur de la ciudad. Conecta con la SC-20 y las vías de gran capacidad como la AP-9, AP-53 y la N-525. Consta 2,3 kilómetros de longitud, la velocidad limita, como mínimo, 50 km/h en la travesía de Castiñeiriño (calle de la Virgen de Fátima) y como máximo, 70 km/h en el tramo entre Cornes y Castiñeiriño.
Ha construido en el año 1995, dividiendo en 2 tramos, la nueva autovía entre Cornes y Castiñeiriño y la duplicación de la antigua carretera N-525 en la travesía de Castiñeiriño.
Las características de esta autovía urbana tiene 2 carriles por sentido, un tramo de unos casi 1,5 kilómetros contado el viaducto sobre la Línea de alta velocidad Olmedo-Zamora-Galicia y otro tramo que es travesía urbana de Castiñeiriño. Cuenta con 2 rotondas (una de ellas es la elevada con el paso inferior en Castiñeiriño), un viaducto y el nudo con la SC-20.

## Tramos
| Denominación | Tramo | Kilómetros | Año servicio |
| ------------ | --- | ---------- | ------------ |
| SC-11        | SC-20 (Cornes) - AC-841 (Castiñeiriño) | 1,5        | 1995         |
| SC-11        | AC-841 (Castiñeiriño) - AP-9 AP-53 N-525 (Eijo) Tramo original: AC-841 (Castiñeiriño) - AP-9 AP-53 N-525 (Eijo) Remodelación enlace de Lamas de Abad | 0,8 -      | 1995 2009    |

## Trazado
| Velocidad | Esquema | Salida | Sentido Eijo (AP-9)                                                                               | Carriles | Sentido Cornes (SC-20) | Carretera            | Notas |
| --------- | ------- | ------ | ------------------------------------------------------------------------------------------------- | -------- | --- | -------------------- | ----- |
|           |         |        | Comienzo de la Autovía de Avenida Santiago de Cuba SC-11 Procede de: SC-20                        |          | Fin de la Autovía de Avenida Santiago de Cuba SC-11 Incorporación final: SC-20 Dirección final: Santiago de Compostela FF.CC. Conxo AC-543 Noya |                      |       |
|           |         |        | puente 450 metros L.A.V. Santiago de Compostela-Orense                                            |          | puente 450 metros L.A.V. Santiago de Compostela-Orense                                                                                          |                      |       |
|           |         |        | AC-841 Cacheiras Lamas de Abad Calle del Castiñeiriño                                             |          | Calle del Castiñeiriño AC-841 Cacheiras |                      |       |
|           |         |        |                                                                                                   |          | Lamas de Abad |                      |       |
|           |         |        | Calle de la Cantarra                                                                              |          | |                      |       |
|           |         |        | Calle de las Cerdeiras                                                                            |          | |                      |       |
|           |         |        |                                                                                                   |          | Travesía de la Chaparra |                      |       |
|           |         |        | E-1 AP-9 N-550 La Coruña AP-53 N-525 Orense AG-59 La Estrada E-1 AP-9 N-550 Pontevedra AG-56 Noya |          | Inicio de la Autovía SC-11 | E-1 AP-9 AP-53 N-525 |       |